# Władysław Lubowiecki
Władysław Lubowiecki (Lubowicki) herbu Kuszaba (zm. przed 18 maja 1676) – marszałek sejmu nadzwyczajnego w 1658, marszałek Trybunału Głównego Koronnego w 1659/1660, sędzia ziemski krakowski od 1657, pułkownik, rotmistrz wojska powiatowego województwa krakowskiego w 1655 roku.
Był posłem na sejm w latach 1642, 1649, 1653, 1654, 1655, 1659, 1661, 1662, 1665. Poseł sejmiku proszowickiego województwa krakowskiego na sejm wiosenny 1666 roku i sejm jesienny 1666 roku. W 1651 był rotmistrzem pospolitego ruszenia województwa krakowskiego. W 1653 został wicemarszałkiem Trybunału Koronnego. W czasie oblężenia Krakowa przez Szwedów w 1655 objął straż placową na rynku. Po kapitulacji miasta wraz z Jerzym Sebastianem Lubomirskim wycofał się na Spisz. W 1657 został pułkownikiem pospolitego ruszenia województwa krakowskiego. W latach 1658, 1659, 1662, 1669 był marszałkiem sejmiku krakowskiego. 
10 lipca 1658 sejm nadzwyczajny powierzył mu funkcję marszałka. Na sejmie tym przeprowadzono wygnanie braci polskich z Rzeczypospolitej. Wziął udział w rokoszu Lubomirskiego po stronie przeciwników króla.
W 1667 roku był sędzią kapturowym województwa krakowskiego. 